# Història de la República Democràtica del Congo

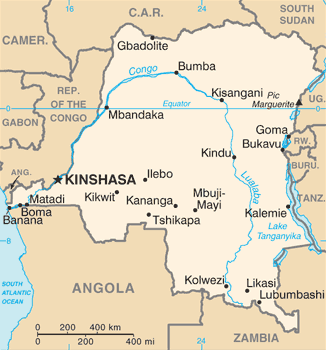
República Democràtica del Congo

El territori del centre d'Àfrica que avui comprèn la República Democràtica del Congo té una exquisida i molt interessant història que es remunta a l'ocupació del territori pels primers humans, i que continua amb alts i baixos fins al present. Lamentablement, la història dels últims 200 anys aproximadament ha estat marcada per una constant ombra de guerra i de violència.

## Antic Congo
Els primers habitants del territori que avui ocupa la República Democràtica del Congo van ser tribus pigmees, que van ser reemplaçades per les nacions bantus, després d'un període conegut com les migracions bantus. Aquest període comprèn des d'aproximadament l'any 2000 aC fins al 500 dC i va suposar l'arribada des del nord-oest d'aquests pobles, obligant que les nacions pigmees es desplacessin cap al sud-oest de l'actual territori de la conca del riu Congo.
Migracions subsegüents provinents de les regions sudaneses de Darfur i Kordofan, així com de pobles procedents de l'est d'Àfrica, van provocar la formació d'una gran barreja de diferents grups ètnics. El principal d'aquests, però, va ser el bantu, que va aportar el seu idioma per esdevenir la llengua franca del territori del Congo, a més de grans avenços en l'explotació de l'agricultura i el treball en acer.
Al segle v, una petita societat es va començar a formar en una àrea de 200 quilòmetres quadrats, en els bancs de sorres del riu Lualaba, en l'actual província de Katanga. Aquesta cultura, coneguda com a Upemba, va ser la base del que més tard seria conegut com el Regne Luba.
El procés per mitjà del qual les comunitats Upemba arribaren a establir el Regne de Luba va ser gradual i complex. Aquesta transició va recórrer un llarg període històric ininterrompudament, amb diverses societats desenvolupades a les zones frontereres del territori Upemba, anteriors a la formació de l'establiment de la nació Luba. Cadascuna d'aquestes societats era molt rica, donada l'explotació dels grans recursos naturals de la regió, especialment en minerals. Aquests pobles van començar a introduir societats tecnificades al voltant d'indústries molt grans d'acer i coure, juntament amb el tràfic del preuat ivori. Els Luba van establir una gran demanda comercial dels seus productes i van arribar a crear una primitiva però molt extensa xarxa comercial, que arribava a més de 1.500 quilòmetres dels seus centres urbans, fins a l'oceà Índic. A prop de l'any 1500 dC, el regne tenia una sòlida estructura central basada en el lideratge.

## Època medieval

### El Regne del Congo

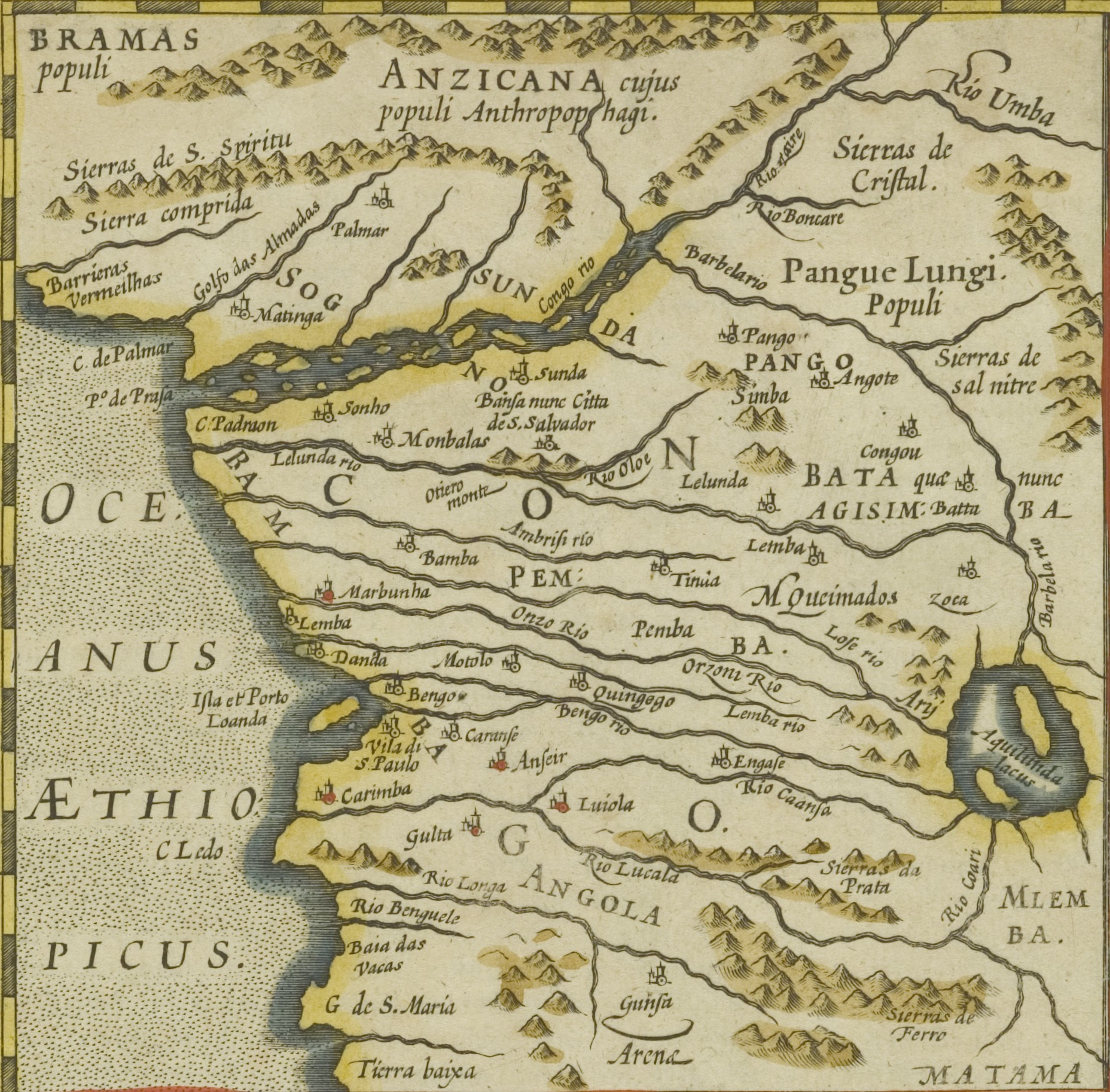
Mapa europeu de l'antic Regne del Congo

Al segle xv, la força dominant de la regió era l'Imperi o Regne del Congo. Aquest era un estat altament desenvolupat, la localització es trobava a la part sud de l'actual estat, a més de parts d'Angola i la localitat de Cabinda. Aquest país va ser objecte de gran atenció per part dels europeus, ja que es van trobar que incloïa un intricat sistema impositiu. Donada la seva gran extensió, l'imperi cobria des de l'oceà Atlàntic a l'est fins al riu Kwango a l'oest, i el riu Congo al nord i el riu Loje al sud.
El regne era governat per un sobirà amb el nom de Manikongo, que exercia la seva autoritat sobre els Bakongo (habitants del Congo), des de la seva capital situada a M'banza-Kongo, l'actual ciutat de Sao Salvador. Igual que els Luba, van establir una gran xarxa comercial en què es traficaven diversos productes, i en particular esclaus i recursos minerals. Aquest regne acabaria venent tal quantitat d'esclaus que es debilitaria fortament, igual que enfrontaria una dura guerra amb els portuguesos.

### Altres estats
A la zona, existien altres nombrosos estats situats a la zona nord i nord-oest de la conca, formats principalment per pigmeus i societats caçadores i recol·lectores a la zona austral. Cal esmentar que les societats d'aquesta zona es van veure afectades i pertorbades permanentment pels traficants d'esclaus provinents de l'illa de Zanzíbar. El tràfic d'esclaus d'aquesta zona va ser diferent del de la zona atlàntica, ja que les seves destinacions eren l'Orient Mitjà i els regnes d'Aràbia, i va ser dirigit pels mateixos àrabs.

## L'exploració i la colonització europea (1870-1960)

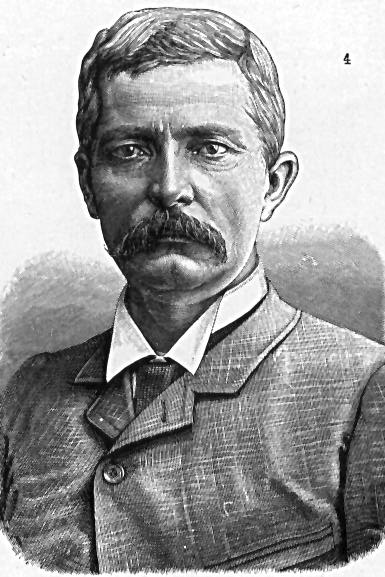
L'explorador anglès Henry Morton Stanley

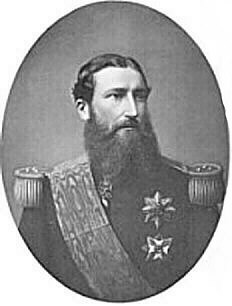
El rei de Bèlgica Leopold II

Aquest període s'inicia a la dècada de 1870 i prossegueix amb interrupcions fins a la dècada de 1920. El primer occidental a traçar un mapa de la zona va ser Henry Morton Stanley, per tal de preparar el territori per a la posterior colonització. El principal financer de Stanley va ser el rei de Bèlgica Leopold II, ja que pensava que amb aquesta ajuda podria colonitzar tota la conca del riu homònim. Amb aquesta finalitat, va crear l'Association Internationale Africaine (Associació Africana Internacional), que professava fins humanitaris per als habitants de la regió. En el pla diplomàtic, va oposar hàbilment les altres nacions europees interessades l'una en contra de l'altra, de manera que en la conferència de Berlín de 1885 va poder prevaler i obtenir carta blanca per a la conquesta del territori. Amb aquesta finalitat, va crear l'Estat Lliure del Congo, governat directament per ell.
Aquesta primera intervenció es va realitzar amb la finalitat d'establir les bases per les quals es pogués explotar les immenses riqueses de la zona. El primer gran projecte realitzat va ser la construcció d'un tren entre la costa atlàntica i la ciutat de Leopoldville (actual Kinshasa), que va trigar anys a construir-se. Tots aquest tipus de projectes realitzats tenia com a fi incrementar el poder i la riquesa de Leopold i el seu socis de qualsevol forma. Això es va traduir en una horripilant explotació dels pobles nadius, que va dur la mort per esclavitud i malaltia a entre cinc i quinze milions d'africans (tot i que la xifra més acceptada és de prop de deu milions). Se'ls utilitzava sota sistemes brutals d'explotació en les plantacions d'hule, al moment de produir-se el boom internacional per la fabricació de pneumàtics per a automòbils. Això va convertir Leopold en immensament ric, de manera que va poder construir grans edificis en el seu honor en ciutats com Brussel·les i Oostende.
Per tal de reforçar les quotes de producció d'hule, es va crear la Force Publiqui (FP). Aquesta FP era un exèrcit, però no es trobava destinat a defensar la colònia sinó a terroritzar la població. La seva forma més tradicional i estesa de submissió era tallant els llavis dels nadius en forma de senyal de deserció. Aquestes pràctiques van ser condemnades públicament per Edmund Dene Morel i pel patriota irlandès Roger Casement; l'informe de 1904 sobre la situació del Congo va generar una protesta internacional, afavorida per personatges de la talla de Mark Twain. La famosa novel·la de l'autor britànic Joseph Conrad, El cor de les tenebres (Heart of Darkness) té lloc a l'Estat Lliure del Congo i tracta sobre la brutalitat de la vida en aquest lloc, en la persona d'un traficant d'ivori.

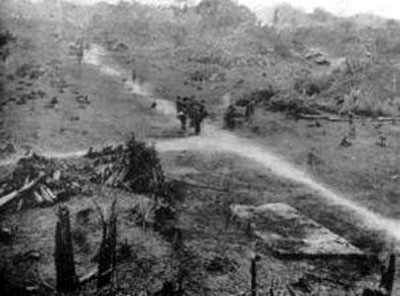
Una vila del Congo destruïda per la Force Publiqui

El parlament belga, responent finalment a una llarga i dura pressió internacional, i per tal de salvar el poc prestigi que li quedava, va transformar l'Estat Lliure del Congo en una colònia que responia directament a la corona. Aquesta nova situació política a què se li va anomenar Congo Belga no va canviar més que superficialment la situació en aquest ja devastat territori. Aquest domini va perdurar al llarg de la primera meitat del segle xx, encara que la rudesa va anar decreixent amb el temps. Durant la Segona Guerra Mundial, forces nadiues del Congo van ser enviades a combatre al front d'Itàlia, i aconseguiren diverses victòries. En aquest mateix període, les reserves d'urani de Katanga van ser extretes i utilitzades per confeccionar les bombes atòmiques llançades sobre Hiroshima i Nagasaki.
Com a part de la política internacional de les Nacions Unides, es va promoure la fi de la colonització de les nacions que van arribar a conformar l'anomenat Tercer món. En el cas de les possessions belgues, el 1959 es van realitzar les primeres eleccions lliures, que van ser guanyades pel Mouvement National Congolais (MNC - Moviment Nacional Congolès), dirigit pel seu carismàtic líder Patrice Lumumba.

## Crisi política (1960-1965)

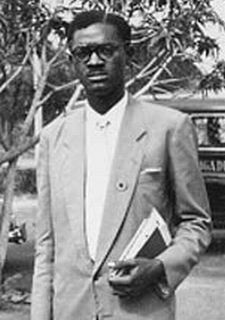
El primer ministre Patrice Lumumba

El líder del MNC Patrice Lumumba va ser designat primer ministre, mentre que Joseph Kasavubu va ser elegit president pel parlament. El partit d'aquest últim era el ABAKO (Alliance des Bakongo - Aliança dels Bakongo). Altres partits polítics van emergir, tals com el PSA o Parti Solidaire Africain (Partit de la Solidaritat Africana, dirigit per Antoine Gizenga) i el PNP o Parti National du Peuple (Partit Nacional del Poble, dirigit per Albert Delvaux i Laurent Mbariko). La independència del Congo va ser concedida per la metròpoli el 30 de juliol de 1960.
Poc temps després d'aquesta data, les províncies de Katanga (sota el lideratge del principal enemic de Lumumba, Moise Tshombe) i Kasai del Sud, amb el suport belga que no volia perdre la riquesa minera de la zona, es van proclamar independents i se secessionaren del nou país, formant governs titelles. L'exèrcit de la nova nació, hereu de la Force Publiqui, va patir un sagnant motí, en què les tropes negres es van revoltar en contra de l'oficialitat blanca i en contra dels interessos europeus en Leopoldville. Això va provocar gran alarma entre els cent mil residents europeus i va minar la confiança en el nou govern, que no assegurava controlar les seves pròpies forces armades.
Lumunba va sol·licitar el suport nord-americà, però ni tan sols va ser rebut pel president dels EUA, per la qual cosa va requerir el suport del bloc soviètic, que va proporcionar transport aeri i assessors militars contra les províncies secessionistes.
En resposta a aquesta situació, forces belgues van entrar novament al país per assegurar la vida i propietat dels seus connacionals. Això era una clara violació a la sobirania del nou estat, més encara quan mai van ser sol·licitades. Les Nacions Unides van desplegar tropes per restablir la situació al país, però res van fer respecte a aquestes províncies.
L'efecte va ser que, tot just 67 dies després d'haver assumit el govern, el president Kasavubu va llicenciar Lumumba i el va posar sota arrest domiciliari informal a la residència dels primers ministres sota protecció de l'ONU. Alhora el vice-primer ministre Antonie Gizenga va establir un govern paral·lel pro-Lumumba a la ciutat de Stanleyville. Davant aquesta situació, Lumumba va decidir escapar de la seva detenció en un cotxe d'un diplomàtic que l'havia visitat, fugint per la selva. Les tropes no trigaren a donar-li caça i el van lliurar a lleials del coronel Mobutu Sese Seko. Per tal de salvar la seva vida, Lumumba va apel·lar a les forces de les Nacions Unides estacionades al país, però per ordres emeses des Nova York res van fer per salvar-lo.
Va ser portat primer a la capital, on va ser mostrat humiliat i apallissat davant diplomàtics i periodistes. Posteriorment, va ser colpejat públicament davant les càmeres una altra vegada i finalment va ser afusellat a Katanga en presència de Mobutu, Tshombe i de militars belgues i de la CIA, que van dirigir el seu afusellament i el d'altres membres del seu govern. Van passar tres setmanes abans que es parlés públicament de l'assassinat, i encara es va conjecturar que havia mort després de protagonitzar un intent de fuga.
El 1964, un motí de tropes dirigides per un mercenari europeu anomenat Mike Hoare va posar en dificultats el govern. Aquests es dedicaven a segrestar blancs que es trobaven a la zona, i davant la impossibilitat de negociació, Bèlgica i Estats Units van enviar tropes per rescatar els segrestats, que s'havien reunit a Stanleyville.
Finalment, el 1965, Mobutu, amb el suport dels països occidentals que el consideraven un lleial amic contra el comunisme, va realitzar un cop d'estat. Es va establir una dictadura de partit únic, prohibint tots els partits que no fossin l'oficial.
En aquest període, el guerriller cubanoargentí Che Guevara va participar en la creació d'una guerra de guerrilles que va acabar en un fiasco, segons les seves pròpies paraules. El líder d'aquesta guerra, Laurent-Désiré Kabila, acabaria 30 anys després governant el país després d'enderrocar la dictadura de Mobutu.

## Zaire (1965-1997)

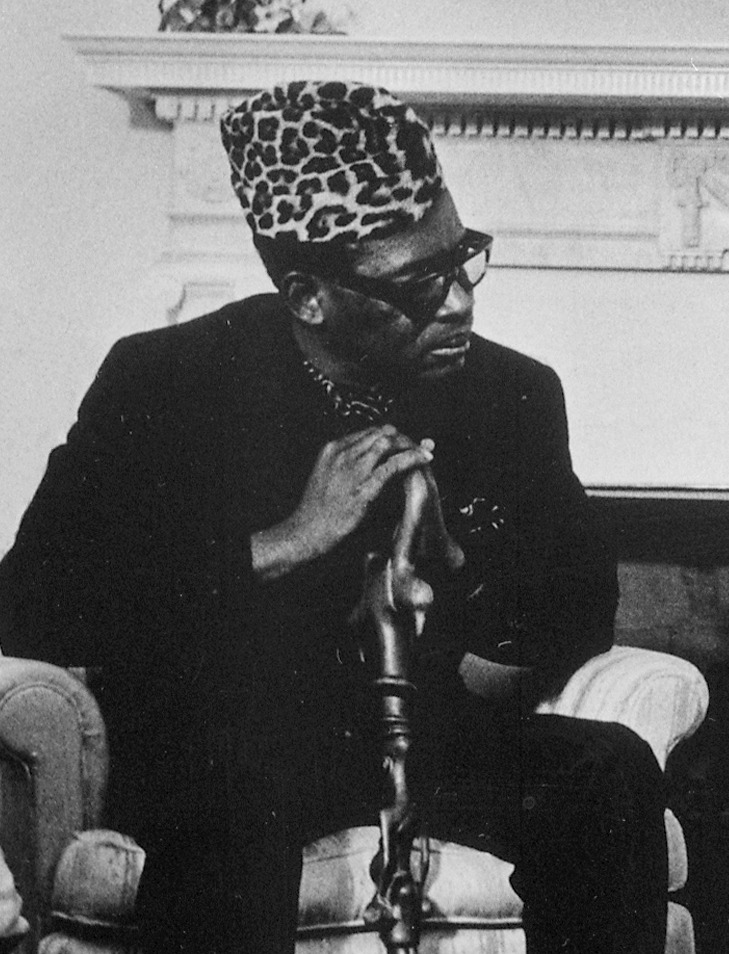
Mobutu Sese Seko el 1973

Mobutu va dirigir un dels més brutals i llargs governs dictatorials d'Àfrica, governant per més de 30 anys i ajuntant una fortuna estimada en cinc mil milions de dòlars. Després de canviar el nom al país el 1971 pel de Zaire, es va dedicar a canviar el nom de les ciutats per noms locals, i eliminar els últims rastres de colonialisme. El govern va donar una mica d'estabilitat a la maltractada colònia, però a canvi de greus violacions als drets humans, repressió política i culte a la personalitat (cada bitllet i cada moneda portava la seva cara, igual que els seus retrats omplien els edificis públics, les ciutats i els col·legis, de la mateixa manera que els ciutadans eren forçats a vestir-se com ell).
Durant tot el període de la guerra freda, va ser servil als interessos nord-americans a canvi de fer els ulls grossos quant als seus greus abusos. Un cop col·lapsada la Unió Soviètica, el govern de Mobutu Sese Seko era ja inútil als seus interessos. El govern va entrar fàcilment en crisi, atesa la Guerra o crisi dels Grans Llacs.

## Primera Guerra del Congo
El genocidi ruandès va tenir grans conseqüències per al país, ja que va significar l'arribada de milers i milers de refugiats. El govern va intentar aixafar-los, matar-los, espantar-los i tornar-los, però les seves tropes ja no li eren lleials. Les forces guerrilleres de Kabila, finalment, van iniciar una campanya reeixida, amb el fort suport de Ruanda i d'Uganda. La resistència del govern va ser cada vegada més feble, fins que finalment Mobutu va ser expulsat per l'Aliança de Forces Democràtiques per l'Alliberament del Zaire. El 17 maig de 1997, Mobutu es va dirigir a l'exili mentre el nou exèrcit prenia el poder.
El nou govern va iniciar el seu treball canviant el nom del país pel de República Democràtica del Congo. Tot just assumit el govern de Kabila, diverses forces democràtiques que el van recolzar es van retirar i ell va iniciar una forta campanya per centralitzar el poder. Això es va traduir en un enfrontament amb les minories que esperaven conquerir graus d'autonomia un cop arribat el nou govern. El seu petit marge de maniobra va portar els ugandesos i els ruandesos a tornar-se en contra del seu antic aliat, retirant les tropes de suport i dirigint una milícia en contra del nou govern, una rebel·lió que va esclatar a l'agost de 1998. El govern va expulsar totes les persones del grup ètnic tutsi que participaven en el govern i va exigir la retirada de les forces estrangeres (Uganda i Ruanda) que actuaven al país. Tropes de Zimbabwe, Angola, Namíbia, Txad i Sudan es van dirigir a aquest maltractat territori en suport del nou govern.

## Segona Guerra del Congo

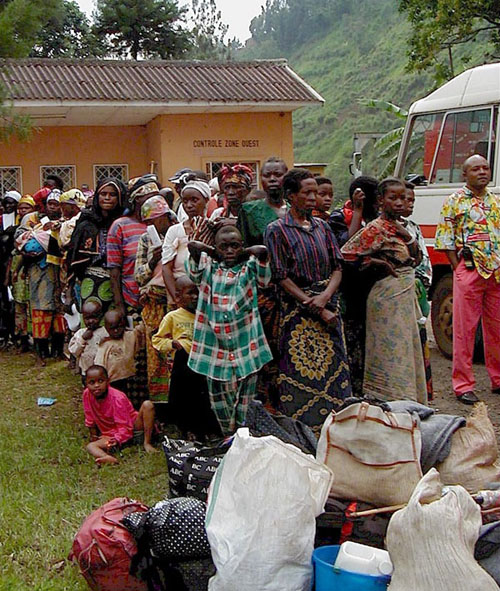
Víctimes de violacions en un centre d'atenció a la província de Kivu del Sud

La Segona Guerra del Congo és la més gran que s'ha produït en el continent africà. És també coneguda com la Guerra Mundial africana, ja que va involucrar més de 9 països i va tenir com a resultat la mort d'uns 3,8 milions de persones, convertint-lo en un dels més greus conflictes internacionals des de la fi de la Segona Guerra Mundial. Malgrat que oficialment la guerra va acabar l'any 2002, fins a l'agost de 2005 romanien diversos grups en activitats violentes a la zona.
Davant l'atac dels seus exaliats d'Uganda i Ruanda, Laurent-Désiré Kabila va aconseguir el suport dels països de la Comunitat del Desenvolupament d'Àfrica Austral, i va aconseguir l'enviament de tropes per part de Zimbabwe, Angola, Namíbia, Txad i Sudan, i el suport de Líbia. Aquesta entrada en el conflicte va significar una guerra a quatre bandes, entre els següents grups:
- Forces hutus i els seus aliats: incloïa els grups responsables del genocidi ruandès de 1994, rebels de Burundi en recerca d'enderrocar el seu govern, hutus congolesos i membres de les milícies Mai-Mai.
- Forces tutsis i alguns dels seus aliats: compostes per membres dels exèrcits de Ruanda i Burundi, a més dels banyamulengues o tutsis que habiten al territori del Congo.
- Forces ugandeses i els seus aliats: principalment membres de l'exèrcit nacional d'Uganda i grups minoritaris que operen al nord de la RDC.
- Forces de Kinshasa i els seus aliats: corresponen a l'exèrcit regular congolès i part de les milícies Mai-Mai, a més de forces dels països aliats com Zimbabwe, Angola, el Txad i Namíbia. Controlen l'est i el sud de la RDC, especialment les zones mineres més importants.

El conflicte es va desenvolupar al voltant d'una extensió del conflicte hutu-tutsi que va dessagnar les nacions dels Grans Llacs d'Àfrica a mitjans de la dècada de 1990. Davant la pressió dels grups sobre Kinshasa, el govern de Kabila va aconseguir sostenir-se gràcies al suport internacional. La guerra campal es va desencadenar de la pitjor forma de totes, ja que es va lluitar principalment dins dels pobles i viles que poblen el cor de la conca del Congo. Les seves principals víctimes van ser civils, produint novament massives violacions de dones i nenes, assassinats rituals, deportació, "neteja ètnica" i un genocidi encobert de gegantesques proporcions.
Les forces oficialistes van aconseguir sostenir el govern de Kabila prou de temps com per realitzar una gran contraofensiva, i expulsar els tutsis i banyamulguesos a l'est de la RDC, fins que el conflicte es va transformar en una guerra oberta. Malgrat l'anterior, només el 6 novembre de 1998 el president de Ruanda Paul Kagame va reconèixer la participació de forces ruandeses en la guerra. Això, se suposa que ho va realitzar a petició de Nelson Mandela com a requisit per iniciar negociacions per un alto el foc.
El 19 de gener de 1999, a la ciutat de Windhoek, Namíbia, es va realitzar una conferència entre Rwanda, Uganda, Angola, Sudan, Namíbia i Zimbawe, que va acabar amb un acord d'alto el foc. Malgrat l'anterior i per no haver estat convidada a aquesta conferència, la RDC va continuar la guerra i l'alto el foc va quedar en res. Posteriorment, i malgrat els intents de mediació del president de Líbia Muammar al-Gaddafi, la reunió a Sirte entre la RDC i Uganda no va arribar a res per la negativa de Rwanda a participar en la reunió del 18 abril de 1999. Mentrestant, dins de tota aquesta tragèdia, es va produir el conflicte Ituri, qualificat com una guerra dins d'una altra guerra.
No obstant això, al juliol de 1999, la RDC, Angola, Namíbia, Zimbabwe, Rwanda, i Uganda van signar el tractat de Pau de Lusaka, pel qual les parts es comprometien a un cessament del foc, retir dels intervinents estrangers i el desarmament de les milícies en combat, en particular de les que van participar en el genocidi de 1994. A l'agost d'aquell any, el Consell de Seguretat de les Nacions Unides va donar suport al tractat de pau, ordenant el desplegament d'una força internacional per supervisar la pau.
El fràgil equilibri aconseguit en aquest tractat, que ha estat reiteradament violentat per totes les parts, va estar a punt de trencar-se definitivament quan el 18 gener de 2001 el president de la RDC Laurent-Désiré Kabila va ser assassinat per un dels seus guardaespatlles. Malgrat que mai es va provar la participació internacional, això va generar nous brots de violència en tota la regió. Kabila va ser succeït pel seu fill Joseph Kabila, que es va reunir amb el president d'Uganda i es va arribar a l'acord de complir el pla de pau de l'ONU, malgrat les denúncies en contra de Rwanda, Zimbawe i Uganda per explotar els recursos naturals del Congo.
Tres tractats de pau van salvar la situació, aconseguint estabilitzar mitjanament l'àrea, tot i la proliferació de bandes armades dedicades al pillatge. Aquests acords són:
- Acord de Sun City: va tenir com a finalitat un acord marc sobre el futur de la RDC, establint les bases d'un govern democràtic, pluralista i amb eleccions multipartidistes. La principal crítica que se li fa és la no-regularització de les forces en conflicte.
- Acord de Pretòria: restablir la pau entre el Congo i Ruanda, regulant la retirada de més de 20.000 soldats ruandesos. Ha estat reiteradament violat, malgrat la qual cosa, es va dur completament a terme la retirada de les tropes.
- Acord de Luanda: potser el més important dels tres, ja que regula la pau entre la RDC i Uganda. Regulava de la mateixa manera que l'anterior la retirada de les tropes en conflicte.

## Situació actual

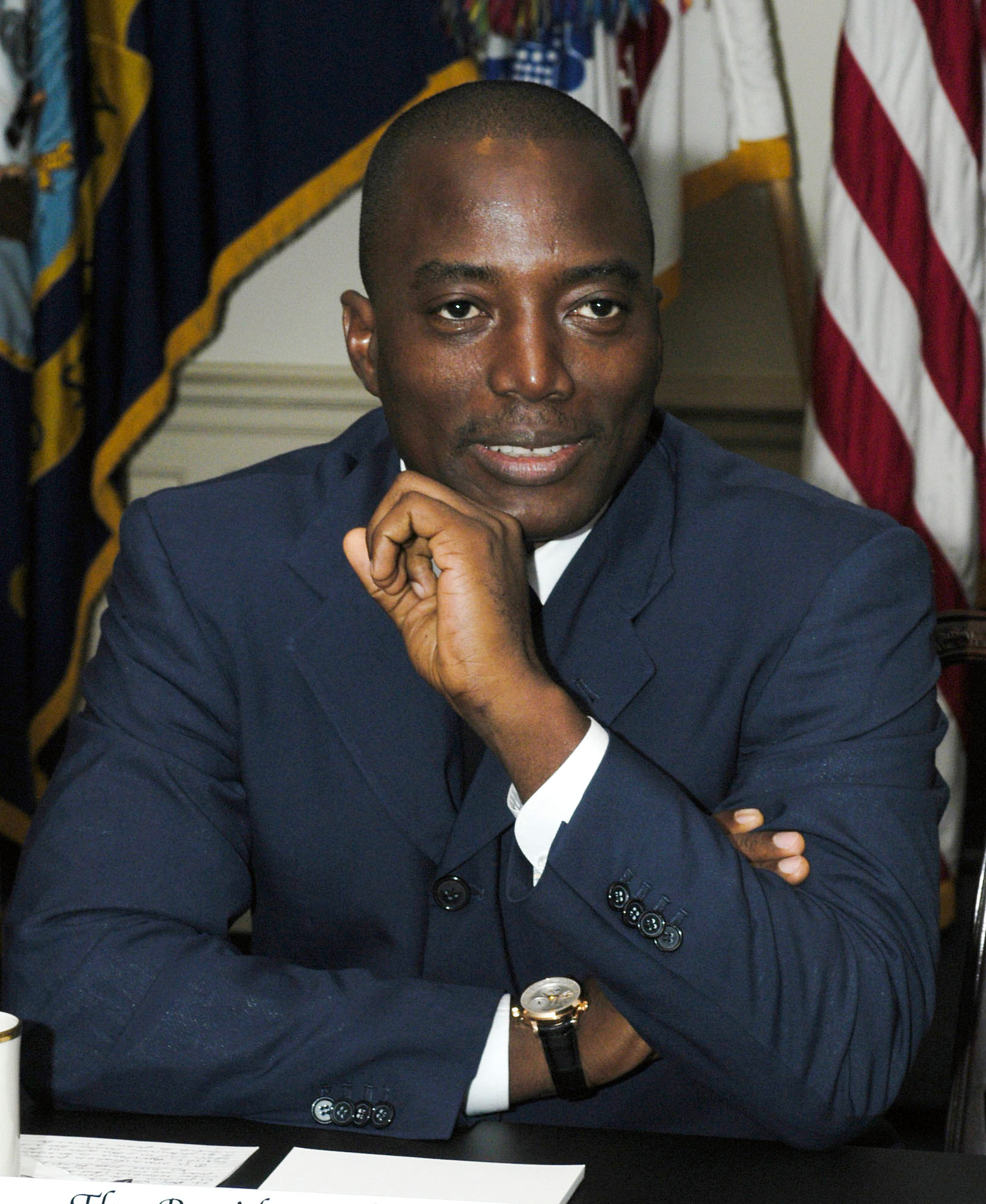
El president de la RDC Joseph Kabila

Malgrat els acords anteriors i les seves reiterades violacions, la situació actual és molt més pacífica que fa uns anys. Malgrat que al llarg de l'any 2005 hi va haver una escalada de violència entre els intervinents, una pau relativa i interrompuda domina la regió.
El 18 de febrer de 2006, va entrar en vigor una nova constitució votada en referèndum dos mesos abans, com a mostra del procés de transició democràtica. El 30 de juliol es van efectuar al país les primeres eleccions multipartidistes des de la independència el 1960. Després d'això, Joseph Kabila va tenir el 45% dels vots i el seu oponent i antic vicepresident Jean-Pierre Bemba un 20%, encara que aquest fos el candidat més votat a la capital. Això seria l'origen d'un enfrontament del 20 al 22 d'agost de 2006 entre membres de les dues parts en els carrers de la capital, a prop de la Cort Suprema de Justícia de Kinshasa. 16 persones moririen fins que les tropes de l'ONU, de la MONUC, van prendre el control dels carrers. Una segona ronda d'eleccions, entre els dos candidats, es van realitzar el 29 d'octubre de 2006, i guanyà Joseph Kabila, malgrat algunes denúncies d'irregularitats.
Entre el 22 març i el 23 març de 2007, es van repetir els enfrontaments a la capital de la República Democràtica del Congo, Kinshasa, en llocs propers a la casa i instal·lacions de negocis de Jean-Pierre Bemba, entre tropes del govern seguidores de Joseph Kabila i forces de Jean-Pierre Bemba, en no complir l'ultimàtum donat per desarmar les seves forces a l'oest del país. Hi va haver centenars de morts en aquests dies, i per la qual cosa la fiscalia del país va emetre una ordre d'arrest per alta traïció a Jean-Pierre Bemba, al qual s'acusa d'assassinats i violacions. Durant alguns dies, Jean-Pierre Bemba va estar refugiat en instal·lacions de l'ambaixada de Sud-àfrica a Kinshasa; finalment, aquest va marxar del país, cap a Portugal, en una sortida negociada.
Des de mitjans de 2007, la tensió es va traslladar a l'est de la RDC i s'ha incrementat a causa de l'actuació del general Laurent Nkunda, líder d'unes forces paramilitars de l'ètnia tutsi que controlen àmplies zones de la regió de Kivu, a prop de les ciutats de Sake i Goma, i que compta amb el suport no oficial de Ruanda. A l'abril del 2012 soldats de l'ètnia tutsi es van amotinar contra el govern de la RDC. Els amotinats van crear un grup anomenat Moviment 23 de març (M23) format per antics membres de l'organització rebel del Congrés Nacional per la Defensa del Poble, capturant breument Goma, fins que el 7 de novembre de 2013, després de patir importants derrotes per l'ofensiva gubernamental recolzada per l'ONU, les tropes del M23 van creuar a Uganda i el 12 de desembre es va firmar un acord de pau a Nairobi entre el govern de la República Democrática del Congo i el moviment M23.
Félix Tshisekedi va guanyar les eleccions generals de 2018, tot i les acusacions d'irregularitats de diverses organitzacions de control electoral i d'alguns partits de l'oposició. La seva victòria fou confirmada pel Tribunal Constitucional de la RDC després que un altre polític de l'oposició, Martin Fayulu, denunciés que Tshisekedi havia fet un pacte amb el seu predecessor, Joseph Kabila. Les eleccions de 2018 van ser la primera transició pacífica del poder a la RCD des de la seva independència de Bèlgica, el 1960. Tshisekedi va ser reelegit president al desembre de 2023, després d'unes eleccions caòtiques que els grups de l'oposició van dir que no tenien legitimitat, i durant les dificultats de la Unió per la Democràcia i el Progrés Social va fracassar l'intent de cop d'estat del líder opositor Christian Malanga, que va morir en combat.
A finals de març de 2022, el Moviment 23 de març (M23), recolzat per Ruanda, va llançar una nova ofensiva a Kivu Nord contra les Forces Armades de la República Democràtica del Congo (FARDC) i la MONUSCO. La incursió es centra en zones que compten amb nombroses mines dedicades a l'extracció d'or, coltan, estany, tàntal i altres materials essencials i terres rares.